# Pápaszemes kajmán
A pápaszemes kajmán (Caiman crocodilus) a hüllők (Reptilia) osztályának krokodilok (Crocodilia) rendjébe, ezen belül az aligátorfélék (Alligatoridae) családjába és a kajmánformák (Caimaninae) alcsaládjába tartozó faj.

## Előfordulása
A pápaszemes kajmán széles körben elterjedt Közép-Amerikában és Dél-Amerikában, északon Mexikótól délen Paraguayig. Megtalálható még a Karib-tenger néhány szigetén is, például Trinidadon. Elterjedési területén nagy számban fordul elő.

## Alfajai
- Caiman crocodilus apaporiensis (Medem, 1955)
- Caiman crocodilus chiapasius (Bocourt, 1876)
- Caiman crocodilus crocodilus (Linnaeus, 1758)
- Caiman crocodilus fuscus (Cope, 1868)

## Megjelenése

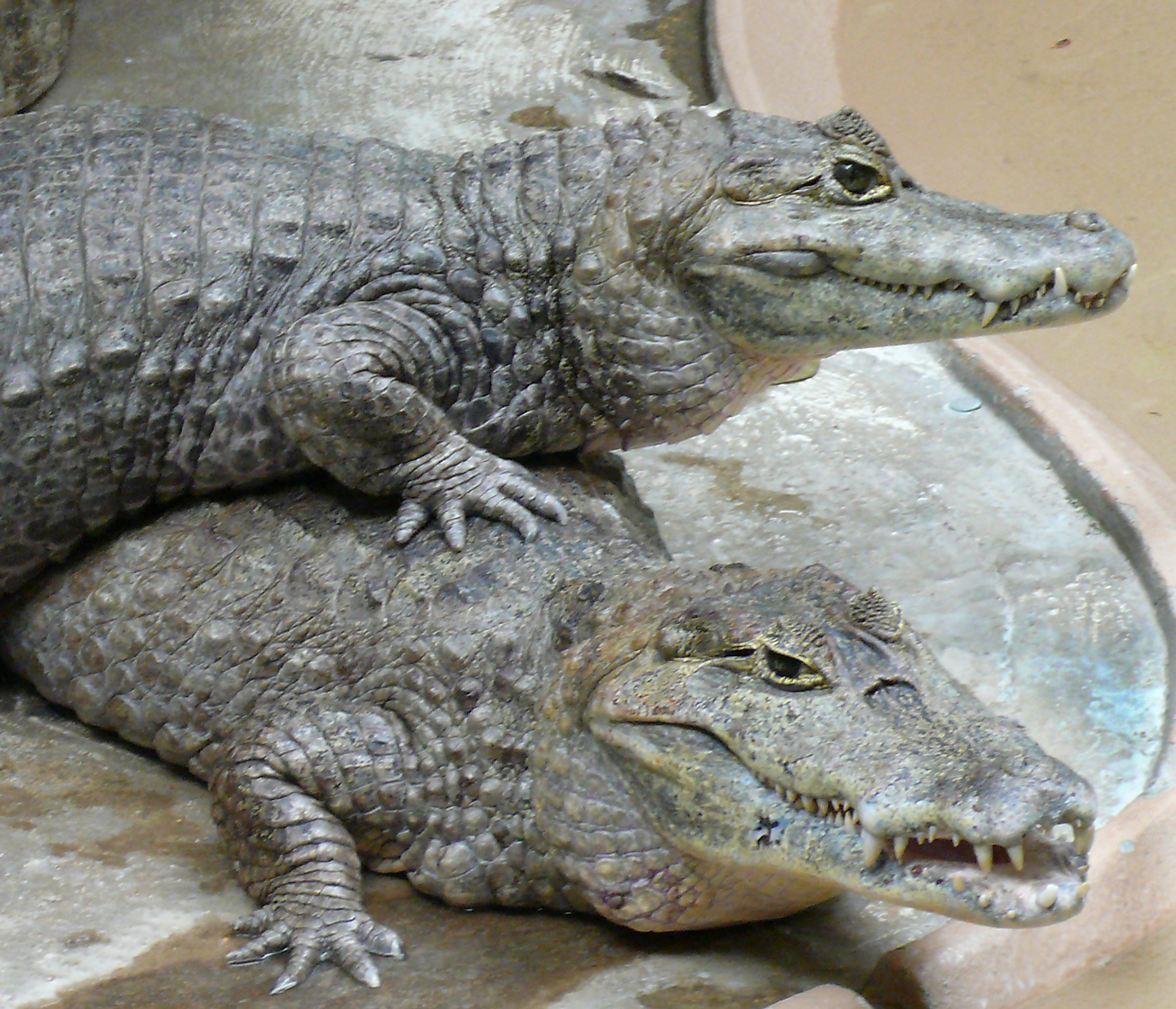
Két pápaszemes kajmán

A pápaszemes kajmán hossza akár 2,5 méter is lehet, testtömege legfeljebb 58 kilogramm. Pofája rövidebb, mint más krokodilfajoké.

## Életmódja
A pápaszemes kajmán magányosan él, és élete nagy részét a vízben tölti. Táplálékát halak és puhatestűek alkotják. Az állat feltehetően körülbelül 60 évig él.

## Források

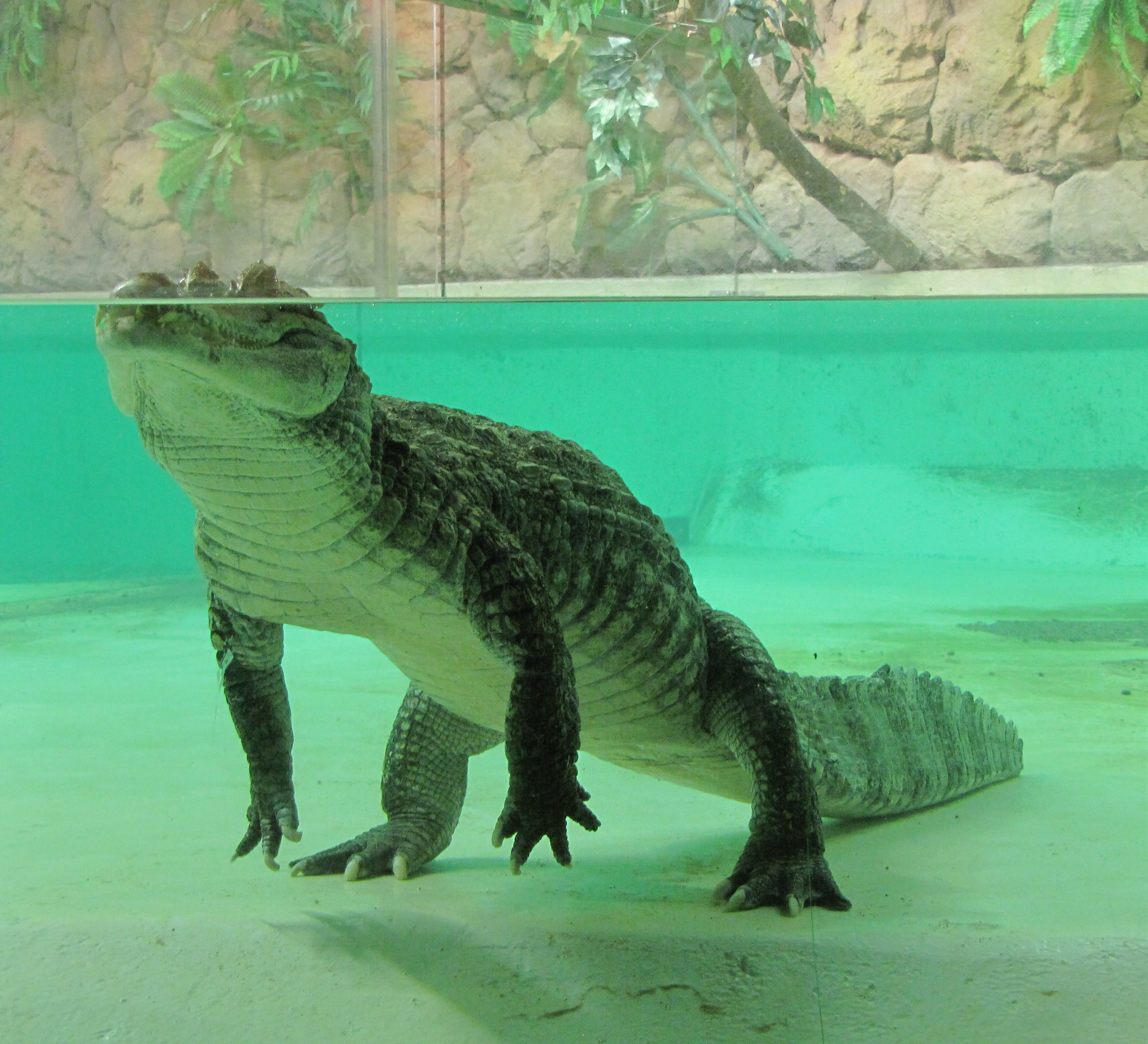
A vízben

## Szaporodása
Az ivarérettséget többnyire 8, a nőstények 4 éves kortól érik el. A párzási időszak az esős évszak kezdetétől, a földrajzi helytől függően, többnyire áprilistól júniusig tart. A nőstény a párzás után fészket épít a part közelében. Összekotor egy fél méter magas és egy méter széles kupacot levelekből és fűszálakból. Ezután felmászik a kupacra, és saját tömegével „összetömöríti”. Végül gödröt váj bele, és ebbe rakja le 25–30 darab tojását, melyeket növényi hulladékkal fed be, hogy a korhadó anyag melege elősegítse a költést. A nőstény kajmán a fészek közelében lapul, hogy távol tartsa a betolakodókat és segítségükre jöjjön a csipogó kicsiknek. A kifejlődéshez 4–8 hét szükséges. A kis kajmánok 18 hónapig maradnak a szülő mellett.